# Запис Станића грм (Трнава)
Запис Станића грм (Трнава) се налази на парцели чији је власник Општина Чачак.

## Локација
| Општина             | Чачак                                                                       |
| Катастарска општина | Трнава                                                                      |
| Потес               | Шутића брдо                                                                 |
| Координате          | 43° 50′ 11″ С; 20° 22′ 15″ И / 43.836300000000001° С; 20.370699999999999° И |
| Надморска висина    | 381m                                                                        |

## Карактеристике
Дендрометријске вредности утврђене на терену и сателитским снимцима:
| Стабло                     | Храст |
| Висина стабла              | m     |
| Обим дебла                 | m     |
| Пречник крошње             | 10m   |
| Пречник дебла              | m     |
| Висина дебла до прве гране | m     |

## База записа
Запис је у оквиру Викимедија пројекта "Запис - Свето дрво" заведен под редним бројем 0606.